# Liste des évêques et archevêques de Cagliari
La liste des évêques et archevêques de Cagliari recense les noms des évêques puis des archevêques qui sont succédé à la tête de l'archidiocèse de Cagliari (Archidioecesis Calaritanus), dont le siège est à Cagliari en Sardaigne, Italie, depuis la fondation du diocèse au IVe siècle et son élévation au rang d'archidiocèse au XIe siècle.

## Avant leIVesiècle
- St. Clément
- St. Emilio ou Emiliano
- St. Boniface Ier
- St. Siridonio
- Saint Avendrace (it) martyr † (70-77 ou 87)
- St. Boniface II
- St. Giusto Ier
- St. Floro
- St. Restituto ou Restuto
- St. Bono
- St. Viviano
- Saint Lino (210)
- St. Séverin
- St. Rude
- St. Eutimio
- St. Ramirio ou Rarimio
- St. Félix Ier
- St. Saturnino
- St. Grégoire
- Saint Juvénal (303)
- St. Marco

## DuIVeauVIesiècle
- Quintasio (Quinziano ou Quinzio) (certifié en 314)
- Claudio
- Protogène de Cagliari (325)
- St. Lucifer Ier (353–371)
- Juste II (371) (Cour de Arborea)
- Félix II (mentionné dans un diplôme d'information sur l'art)
- Omodeo (412)
- Lucifer II (482) (signe une formule de foi à Carthage en 484)
- Primasio ou Brumasio (504 - 523) (accueille les évêques africains en exil)
- Probomo
- Saint Sévère Ier martyr (530)
- Thomas Ier (591)
- Tomaso Ier (591) (mentionné par Saint Grégoire le Grand)
- Janvier (591-mort en 603)
- Venerio (604)
- Romano (626)
- Diodato (649)
- Justin (649)
- Citonato (680-686)
- Valente (692)
- Félix II
- Filippeso
- Mariano Ier (778)
- Tomaso II (787)
- Arsenio Ier (843)
- Jean Ier (847-855)
- Arsenio II (seconde moitié du IXe siècle)
- Antero (IXe siècle)

## Sous la dominationde Piseetde Gênes(1017-1324)
- Humbert (1017-1040)
- Séverin II
- Alfred ou Gualfredo (avant 1073)
- Jacques (1075-1089)
- Lambert (1089-1090)
- Hugues (1090-1090)
- Benoît (1090-1100)
- Gualfred (1112-1119)
- Guglielmo I (1119-1126)
- Pierre Ier (1126–1141)
- Constantin (1141–1163)
- Bonato (1163–1164)
- ? (1196)
- Ricco (1198–1217)
- Mariano da Sulci (1218–1226)
- Sutrino ? (1233)
- ? (1235)
- Léonard de Rome (1237–1250)
- Domenico (1250–1255)
- ? (1255–1257)
- Ugone II (1260–1276)
- Pecci Ranieri (1276 démission)
- Gallo (1276–1281)
- Biagio (1281–1287)
- Percivalle de Comitibus (1287–1295)
- Giacomo dell'Abate (1295–1298)
- Ranuccio (O.F.M.) (1299–1322)

## Couronne d'AragonpuisCouronne d'Espagne(1324-1718)
- Gioannello (1322–1331)
- Gondisalvo Bonihominis (1322–1341)
- Guglielmo Ier di Poblet (1341–1342)
- Sébastien (1342–1344)
- Guglielmo II (O.S.A.) (1344–1348)
- Pietro Cescomes (1348–1352)
- Giovanni Graziani (1352–1354)
- Giovanni II d'Aragona (O.F.M.) (1354–1360)
- Sancio (1360–1369)
- Bernardo (O.F.M.) (1369–1398)
- Diego (1386–1390)
- Antonio Ier (1390–1400)
- Giovanni III (1400–1403)
- Antonio Dexart (O. de M.) (1403–1413)
- Giacomo Massaguer (1414)
- Pietro Spinola (O.S.B.) (1414–1422 décès)
- Giovanni Fabri (O.Carm.) (1423–1440 démission)
- Giovanni Matteo Gioffrè (Matteo Jofre) (1440–1449)
- Tommaso III (1449–1456)
- Eugenio (1456–1460)
- Francesco de Ferrer  (27 décembre 1460 - 13 février 1467 nommé évêque de Majorque (it))
- Ludovico Fenollet † (13 février 1467 - 27 janvier 1468 nommé évêque de Tursi-Lagonegro (it) (Anglona))
- Antonio Baragues ( O.P.) (1469 ou 1471–1472 décès)
- Gabriele Serra (O.Cist.) (13 janvier 1472–1484)
- Pietro Pilares (O.P.) (13 juillet 1484–1514 démission)
- Juan Pilars (de) (9 janvier 1514–1521 décès)
- Jerónimo Vilanova (25 octobre 1521–1534 décès)
- Domenico Pastorello (O.F.M.) (1534–octobre 1547 décès)
- Baltasar de Heredia (O.P.) (31 août 1548–21 avril 1558 démission)
- Antonio Paragües Castillejo (O.S.B.) (4 novembre 1558–1572 décès)
- Angelo da Padova (O.S.A.) (1573-1573 décédé)
- Francisco Pérez (29 mai 1574–28 octobre 1577)
- Gaspare Vincenzo Novella (6 octobre 1578–24 août 1586 décès)
- Francesco de Val (27 avril 1587–1595 décès)
- Alfonso Laso Sedeño (7 février 1596–1er décembre 1604 nommé évêque de Majorque (it)))
- Francisco de Esquivel (20 juin 1604–décembre 1625 décès)
- Lorenzo Nieto y Corrales Montero Nieto (O.S.B.) (1625–1626 décès)
- Ambrogio Machin (O. de M.) (1627–23 octobre 1640 décès)
- Bernardo Lacabra (13 janvier 1643–23 décembre 1655 décès)
- Pietro Vico (27 août 1657–1676 retraite)
- Diego Ventura Fernandez de Angulo (O.F.M.) (19 octobre 1676–1683 )
- Antonio di Vergara (O.P.) (13 novembre 1683–1685 nommé évêque de Zamora)
- Antonio Diaz de Aux (O. de M.) (18 mars 1686–1689 décès)
- Francesco di Sobre Casas (O.P.) (12 décembre 1689–1698)
- Bernardo di Cariñena (O. de M.) (3 octobre 1699–25 décembre 1722 décès)

## Royaume de Sardaigneet Italie moderne (depuis 1718)
- Giovanni Costantino Falletti (16 décembre 1726–1748 décès)
- Giulio Cesare Gandolfi (1er avril 1748–1758 retraite)
- Tommaso Ignazio Natta (O.P.) (4 avril 1759–1763)
- Giuseppe Agostino Delbecchi (Sch.P.) (18 juillet 1763–avril 1777 décès)
- Vittorio Filippo Melano (O.P.) (10 juin 1778–24 juillet 1797 nommé archevêque de Novare (it))
- cardinal Diego Gregorio Cadello (29 janvier 1798–5 juillet 1807 décès)
- Nicolo Navoni (29 mars 1819–22 juillet 1836 décès)
- Antonio Raimondo Tore (2 octobre 1837–1840 décès)
- Emanuele Marongiu Nurra (23 mai 1842–12 septembre 1866 décès)
- Giovanni Antonio Balma (O.M.V.)(27 octobre 1871–5 avril 1881 décès)
- Vincenzo Gregorio Berchialla (O.M.V.) (4 août 1881–13 octobre 1892 décès)
- Paolo Maria Serci (1893–1900 décès)
- Pietro Balestra (O.F.M.Conv) (17 décembre 1900–1er mai 1912)
- Francesco Rossi (9 avril 1913–15 décembre 1919 nommé archevêque de Ferrare)
- Ernesto Maria Piovella (it) (O.SS.C.A.) (8 mars 1920–18 février 1949 décès)
- Paolo Botto (it) (1er août 1949–2 mai 1969 démission)
- Sebastiano Baggio (23 juin 1969–26 février 1973 nommé préfet de la Congrégation pour les évêques)
- Giuseppe Bonfiglioli (it) (17 avril 1973–11 février 1984 démission)
- Giovanni Canestri (22 mars 1984–6 juillet 1987 nommé archevêque de Gênes)
- Ottorino Pietro Alberti (it) (23 novembre 1987–20 juin 2003 retraite)
- Giuseppe Mani (it) (20 juin 2003 - 20 février 2012)
- Arrigo Miglio (20 février 2012 - 16 novembre 2019)
- Giuseppe Baturi (it) (depuis le 16 novembre 2019)

## Sources
- Cet article est partiellement ou en totalité issu de l'article intitulé « Archidiocèse de Cagliari » (voir la liste des auteurs).